# Werner Forman
Pour les articles homonymes, voir Forman.

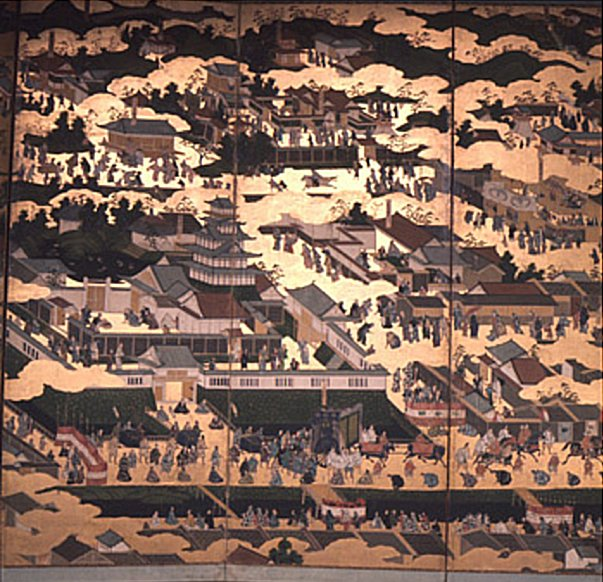
Le château de Nijō à Kyoto (photographie de la Werner Forman Archive)

Werner Forman (né le 13 janvier 1921 à Prague – mort le 13 février 2010 à Londres) est un photographe tchèque. Il a collaboré à des livres d’art consacrés aux civilisations anciennes et aux cultures non européennes. Installé à Londres en 1968, il a consacré sa vie à voyager dans le monde et les musées.

## Werner Forman Archive
La Werner Forman Archive, dont le siège est à Londres, est une des plus grandes collections de photographies sur l’archéologie, l’art, l’histoire et les paysages des civilisations non européennes.

## Livres illustrés par des photographies de Werner Forman
- A Book of Chinese Art, Lubor Hájek, Spring Books, 1954, 1956, 1958 1966.
- Hokusai – the Man Mad-on-Drawing, Joe Hloucha, Spring Books, 1955, 1956, 1958.
- Prehistoric Art, Josef Poulík, Spring Books, 1956, 1957.
- Exotic Art, Lubor Hájek (ed.), Spring Books, 1956, 1958.
- Art of Far Lands, Lubor Hájek (éd.), Spring Books, 1957.
- Harunobu, Lubor Hájek, Spring Books, 1957.
- Japanese Woodcuts. Early Periods, Lubor Hájek, Spring Books, 1957, 1959.
- Utamaro. Portraits in the Japanese Woodcut, Lubor Hájek, Spring Books, 1958.
- Miniatures from the East, Lubor Hájek, Spring Books, 1960.
- Indian Miniatures of the Moghul School, Lubor Hájek, Spring Books, 1960, 1962.
- A Book of Tapestries, Jarmila Blažkova, Spring Books, 1957.
- Swords and Daggers of Indonesia, Václav Šolc, Spring books, 1958.
- The Parthenon Frieze, D.E.L. Haynes, Spring Books, 1958.
- Afro-Portuguese Ivories, William Fagg, Batchworth Press, 1958.
- Benin Art, Philip Dark, Batchworth Press, 1958, Paul Hamlyn, 1960.
- Cylinder Seals of Western Asia, D. J. Wiseman, Batchworth Press, 1958, Paul Hamlyn, 1960.
- Assyrian Palace Reliefs and their Influence on the Sculptures of Babylonia and Persia, R. D. Barnett, Batchworth Press 1960.
- Persian Fables, Jan Vladislav & Věra Kubíčkova, Spring Books, 1960.
- The Face of Ancient China, Bedřich Forman, Spring Books, 1960.
- Old Venetian Glass, Karel Hetteš, Spring Books, 1960.
- Limoges Enamels, Marie-Madeleine Gauthier & Madeleine Marcheix, Spring Books, 1962.
- Japanese Netsuke, Lída Vilímova, Spring Books, 1960.
- Chinese paper Cut-Outs, Josef Hejzlar, Spring Books, 1960.
- Tapestries from Egypt Woven by the Children of Harrania, Ramses Wissa Wassef, Spring Books, 1960.
- Egyptian Art, Milada Vilímkova, Peter Nevill, 1962.
- The Relics of Ancient China, Zhen Zhen To, Guozi Shudian, 1962.
- The Art of Ancient Korea, Jaroslav Bařinka, Peter Nevill, 1962.
- Indian Sculpture: Masterpieces of Indian, Khmer and Cham Art, Marguerite-Marie Deneck, 1962, 1963, Hamlyn, 1970.
- The Jenghiz Khan Miniatures from the Court of Akbar the Great, Jan Marek & Hana Knížková, Spring Books, 1963.
- Hollar’s Journey on the Rhine, Miloš V. Kratochvíl, Spring Books, 1965.
- The Hermitage, Leningrad: Gothic and Renaissance Tapestries, N. Biryukova, Hamlyn, 1965.
- Africa: History of a Continent, Basil Davidson, Weidenfeld & Nicolson, 1966.
- Alte Afrikanische Plastik, Burchard Brentjes, Koehler & Amelang, 1966.
- Lamaistische Tanzmasken: Der Erlik-Tsam in der Mongolei, Bjamba Rintschen, Koehler & Amelang, 1966.
- North American Indian Art, Erna Siebert, Paul Hamlyn, 1967.
- Woven by Hand: Egyptian Tapestries, Ramses Wissa Wassef, Paul Hamlyn, 1968.
- The Exotic White Man: an Alien in Asian and African Art, Cottie A. Burland, Weidenfeld & Nicolson, 1968.
- Negro Art from the Institute of Ethnography, Leningrad, Dmitry Olderogge, Paul Hamlyn, 1969.
- Treasures from Scythian Tombs in the Hermitage Museum, Leningrad, Mikhail I. Artamov, Thames and Hudson, 1969.
- Roman Forum, Michael Grant, Weidenfeld & Nicolson, 1970.
- Cities of Vesuvius, Michael Grant, Weidenfeld & Nicolson, 1971.
- The Acropolis, R.J. Hopper, Weedenfeld & Nicolson, 1971.
- The Travels of Marco Polo, Cottie A. Burland, Michael Joseph, 1971.
- The Travels of Captain Cook, Ronald Syme, Michael Joseph, 1972.
- The Sounds of Vienna, J. Wechsberg, Weidenfeld & Nicolson, 1972.
- Egyptian Drawings, Hannelore Kischkewitz, Octopus Books, 1972.
- Ancient Musical Instruments, Weidenfeld & Nicolson, 1972.
- Westminster Abbey, John Betjeman, A.L. Rowse, John Pope-Hennessy, Kenneth Clark et al., The Annenberg School Press with Weidenfeld & Nicolson, 1972.
- The Art of Vietnam, Josef Hejzlar, Paul Hamlyn, 1973.
- Gods and Demons in Primitive Art, Cottie A. Burland, Paul Hamlyn, 1974.
- The American Indians: their Archaeology and Prehistory, Dean Snow, Thames and Hudson, 1976.
- Echoes of the Ancient World (15 volumes publiés par Orbis Publishing)
- Feathered Serpent and the Smoking Mirror, Cottie A. Burland, 1975, réédité sous le titre de The Aztecs, 1980, 1985.
- Hammer of the North, Magnus Magnusson, 1976, réédité sous le titre de Viking, 1979, 1985.
- The Way of the Samurai, Richard Storry, 1978, 1982, 1985.
- Black Kingdoms, Black Peoples: the West African Heritage, Anthony Atmore & Gillian Stacey, 1979.
- People of the Totem: the Indians of the pacific North-West, Norman Bancroft Hunt, 1979, 1988.
- The Moors: Islam in the West, Michael Brett, 1980, 1984, 1985.
- Indians of the Great Plains, Norman Bancroft Hunt, 1981, 1982, 1985.
- Byzantium: City of Gold, City of Faith, Paul Hetherington, 1983.
- The Maori: Heirs of Tane, David Lewis, 1982, 1985.
- Bali: the Split Gate to Heaven, Rudolf Mrázek & Bedřich Forman, 1983.
- The Romans: their Gods and their Beliefs, Margaret Lyttelton, 1983, 1985.
- The Celts of the West, Venceslas Kruta, 1985.
- In the Shadow of the Pyramids: Egypt during the Old Kingdom, Jaromír Málek, 1986.
- The Eskimos, Ernest S. Burch, Jr, Macdonald Orbis, 1988, 1990.
- Tang China: Vision and Splendour of a Golden Age, Edmund Capon, Macdonald Orbis, 1989.
- Borobudur: the Buddhist Legend in Stone, Bedřich Forman, Octopus, 1980.
- Indonesian Batik & Ikat: Textile art-threads of continuity, Bedřich Forman, Octopus, 1988.
- The Golden Honeycomb. A Sicilian Quest, Vincent Cronin, Harvill, 1992.
- The Life of the Ancient Egyptians, Eugen Strouhal, Cambridge University Press, Oklahoma University Press 1992, American Univ. in Cairo Press, 1994, Liverpool University Press 1996.
- Werner Forman’s New Zealand, C.K. Stead, Harvill, 1994.
- Hieroglyphs and the Afterlife in Ancient Egypt, Stephen Quirke, British Museum Press, 1996.
- Phoenix Rising, Harvill, 1996.

## Source
- (en) Cet article est partiellement ou en totalité issu de l’article de Wikipédia en anglais intitulé « Werner Forman » (voir la liste des auteurs).